# 芒托内苏克莱蒙
芒托内苏克莱蒙（法語：Menthonnex-sous-Clermont，法語發音：[mɑ̃tɔnɛ su klɛʁmɔ̃]，意为“克莱蒙下方的芒托内”）是法国上萨瓦省的一个市镇，位于该省西部，属于圣于连昂热讷瓦区。

## 地理
芒托内苏克莱蒙（45°57'57"N, 5°56'9"E）面积10.14 平方千米，位于法国奥弗涅-罗讷-阿尔卑斯大区上萨瓦省，该省份为法国东部省份，历史上为薩伏依的一部分，北与瑞士接壤，西接安省，南至萨瓦省，东与瑞士和意大利接壤。
与芒托内苏克莱蒙接壤的市镇（或旧市镇、城区）包括：希伊、克莱蒙、克朗皮尼-博讷盖特、蒂西。
芒托内苏克莱蒙的时区为UTC+01:00、UTC+02:00（夏令时）。

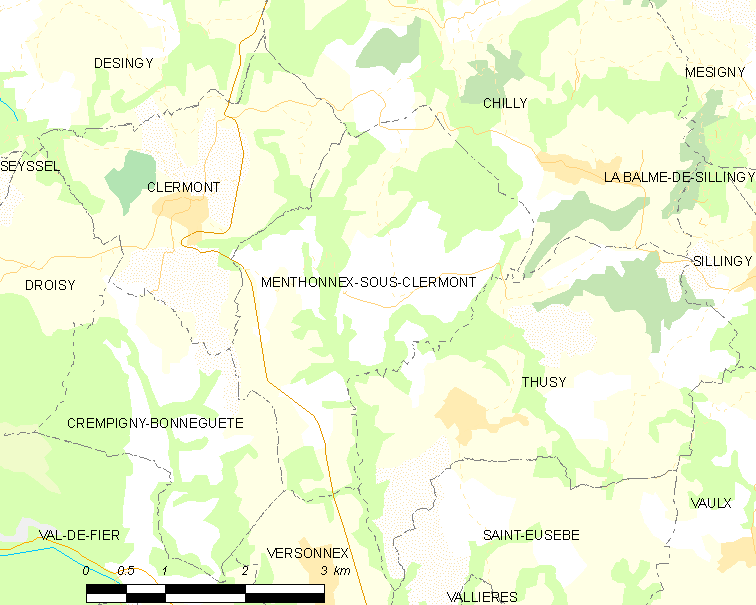
芒托内苏克莱蒙的OSM定位图

## 行政
芒托内苏克莱蒙的邮政编码为74270，INSEE市镇编码为74178。

## 政治
芒托内苏克莱蒙所属的省级选区为圣于连昂热讷瓦县。

## 交通
上萨瓦省省道D51线、D251线和D910线经过芒托内苏克莱蒙境内。

## 人口

1962-2008年间芒托内苏克莱蒙人口变化图示

芒托内苏克莱蒙于2022年1月1日时的人口数量为785人。